# Sainte-Eulalie-d’Ans
Sainte-Eulalie-d’Ans – miejscowość i gmina we Francji, w regionie Nowa Akwitania, w departamencie Dordogne. Nazwa miejscowości pochodzi od imienia św. Eulalii.
Według danych na rok 1990 gminę zamieszkiwały 304 osoby, a gęstość zaludnienia wynosiła 26 osób/km² (wśród 2290 gmin Akwitanii Sainte-Eulalie-d’Ans plasuje się na 876. miejscu pod względem liczby ludności, natomiast pod względem powierzchni na miejscu 950.).